# Esperanto Desperado
Esperanto Desperado (Есперанто Десперадо) — музичний гурт, що виконує пісні мовою есперанто. Учасники гурту вихідці з Данії, Польщі, Боснії. Стилістика музики: жартівлива, ритмічна, спрямована для запалювання настрою.
Гурт був заснований у 1990-ті року. Перший альбом «BroKantaĵoj» випустив у 2000 році. До нього ввійшли як нові пісні так і пісні групи «Amplifiki», у якій починав свою музичну діяльність Кім Ян Генріксен, один і з учасників гурту. Другий альбом «Hotel Desperado» вийшов у 2004 році.
У 2005 році група провела свій останні концерт і припинила свою діяльність. Кім Ян Генріксен з частиною музикантів створив новий гурт «Hotel Desperado», за назвою останнього альбому.